# 神戸証券取引所
神戸証券取引所（こうべしょうけんとりひきじょ）とは、兵庫県神戸市中央区（廃止当時は生田区）の旧居留地にかつて存在した日本の証券取引所である。第二次大戦中は一時運営を中断し、1949年7月再開。1967年10月に廃止された。当時の建物は関西を代表する建築家・渡辺節による設計。
しかし、廃止の後も一部の労働組合員が廃止に反対して施設の占拠を続け、1972年末に大阪証券取引所による従業員の受け入れで決着するまで争議が続いた。
廃止時に上場していた企業については、大阪証券取引所を経て、東京証券取引所が引き継いだ。

## 旧所在地

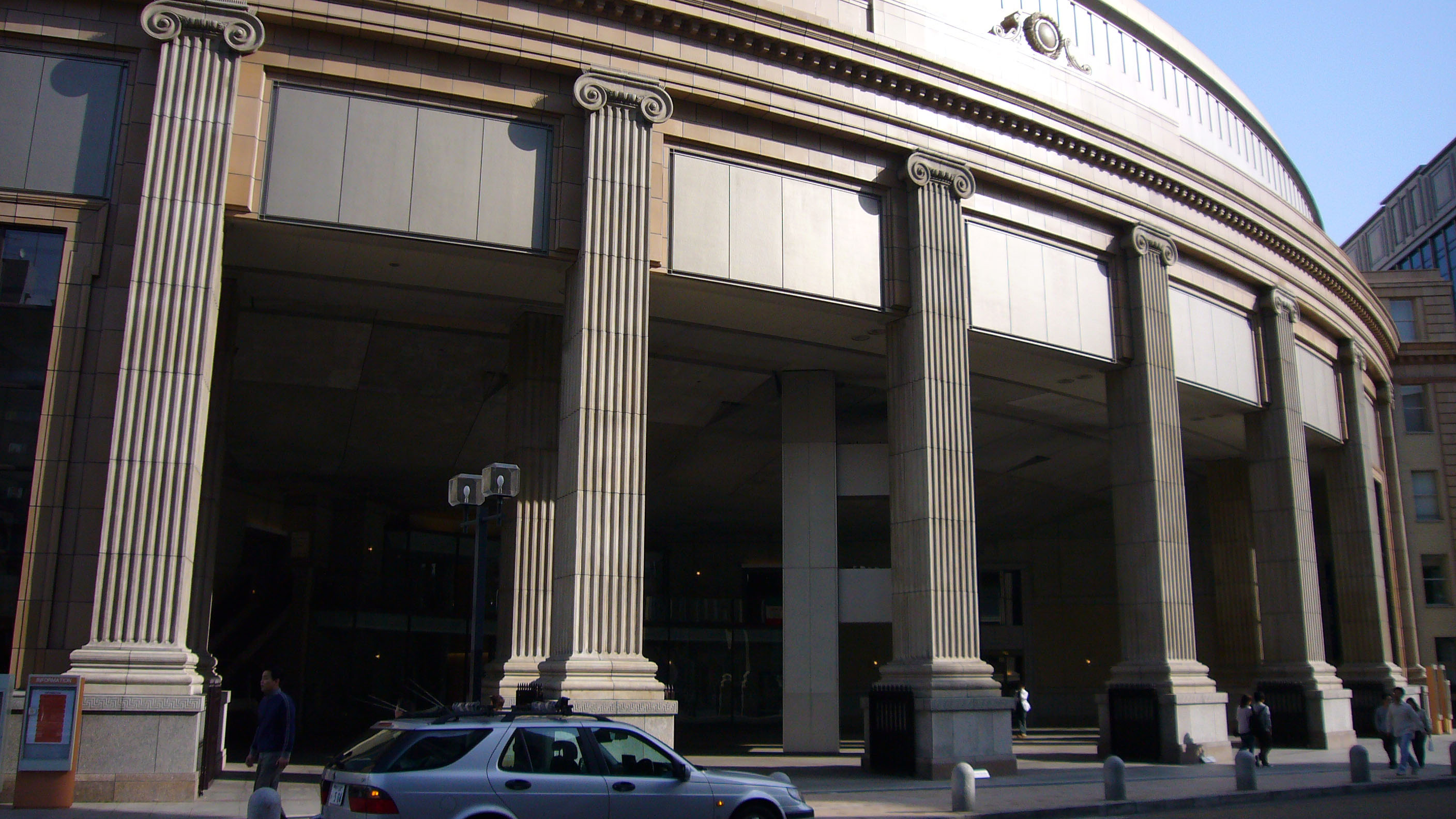
改築されたビル低層部には旧取引所の外観が復元されている

- 〒650-0035 兵庫県神戸市中央区浪花町59番

1934年（昭和9年）に建築家渡辺節の設計で建てられた神戸証券取引所の建物は取引所廃止後、朝日新聞社神戸支局、映画館「朝日会館」などを含む神戸朝日ビルとして使用されていたが、旧取引所の外観を残しながら新・神戸朝日ビルとして改築され、現在に至る。

## 旧上場会社
()内は証券コード
- 増田製粉所 （証券コード: 2008）
- 六甲バター （証券コード: 2266）
- 伊藤ハム栄養食品 （証券コード: 2284）
- ビオフェルミン製薬 （証券コード: 4517）
- 阪東調帯ゴム （証券コード: 5195）
- 山陽特殊製鋼 （証券コード: 5481）
- 田熊汽缶製造（証券コード: 6013）
- 神戸発動機 （証券コード: 6016）
- オニツカ （証券コード: 7936）
- 神戸銀行 （証券コード: 8323）
- 神戸電気鉄道 （証券コード: 9046）
- 神姫自動車 （証券コード: 9083）